# اندی دروری
اندی دروری (انگلیسی: Andy Drury؛ زادهٔ ۲۸ نوامبر ۱۹۸۳) بازیکن فوتبال اهل بریتانیا است.
از باشگاه‌هایی که در آن بازی کرده‌است می‌توان به باشگاه فوتبال کراولی تاون، باشگاه فوتبال ایستلی، باشگاه فوتبال لوتون تاون، باشگاه فوتبال سیتینگبورو، باشگاه فوتبال ابسفلیت یونایتد، باشگاه فوتبال استیونج، باشگاه فوتبال ایپسویچ تاون، و باشگاه فوتبال لوس اشاره کرد.